# Lee Jun-hwan
Lee Jun-hwan (kor. 이준환; * 13. August 1977) ist ein südkoreanischer Shorttracker.
Lee wurde 1997 mit der Staffel bei den Shorttrack-Weltmeisterschaften 1997 in Nagano Weltmeister und gewann im Einzel über 1000 m die Silbermedaille. Bei der WM 1998 gewann er mit der 5000-m-Staffel die Silbermedaille. Bei den Olympischen Winterspielen 1998 startete er mit der Staffel, mit der er die Silbermedaille erringen konnte. Nach seiner aktiven Laufbahn wurde Lee Short Track Trainer in Daejeon und Gangneung.